# Adolph Brougier
Joseph Gotthilf Adolph Brougier (auch: Adolf Brougier; * 11. November 1844 in Altensteig, Württemberg; † 10. Dezember 1934 in Vitznau am Vierwaldstättersee) war ein deutscher Kaufmann und Lebensmittelunternehmer (Kathreiner AG) sowie königlich-bayerischer Geheimer Kommerzienrat.

## Leben
Adolf Brougier wurde 1844 in Altensteig in Württemberg geboren. 1876 trat Brougier als Teilhaber von Emil Wilhelm in das Handelsgeschäft „Franz Kathreiner“ in München ein, welches ab dem Eintritt von Brougier unter „Franz Kathreiners Nachfolger“ bzw. „FKN“ firmierte. Das Handelsgeschäft selbst war 1829 vom kgl. bay. Feldwebel a. D. Franz Kathreiner in der Münchner Burgstraße gegründet worden. Im Laufe der Jahre entwickelte sich die Firma zu einem der größten Lebensmittelhändler Süddeutschlands – und gehörte unter der Ägide von Brougier und seinen Partnern, Ende der 1890er Jahre zu den größten deutschen Handelshäusern. (Kathreiner bezahlte um 1900 weit über 1 Mio. Goldmark an Eingangszöllen)

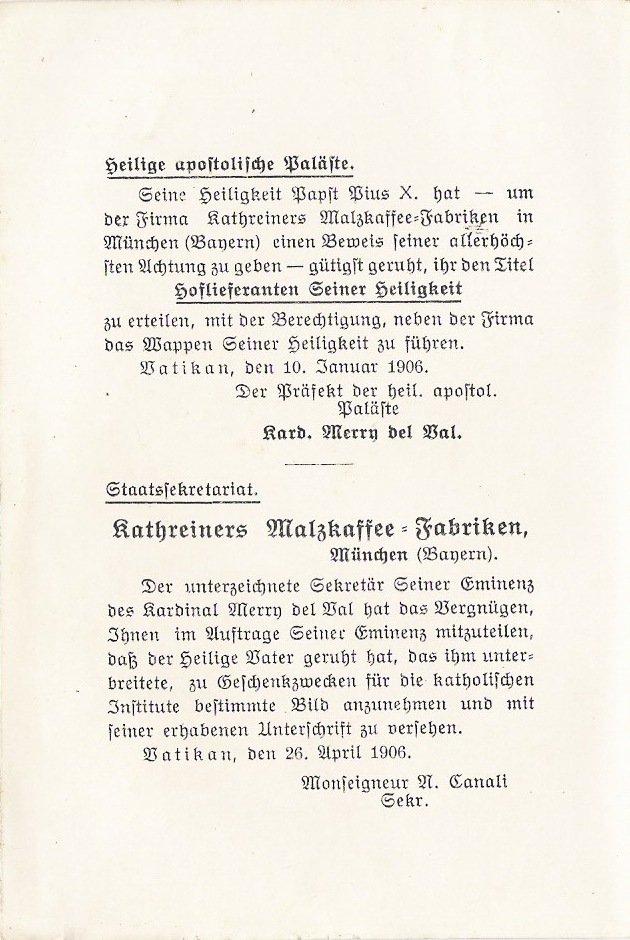
Kathreiners Malzkaffee-Fabrik gewinnt den Titel Hoflieferant Seiner Heiligkeit (1906)

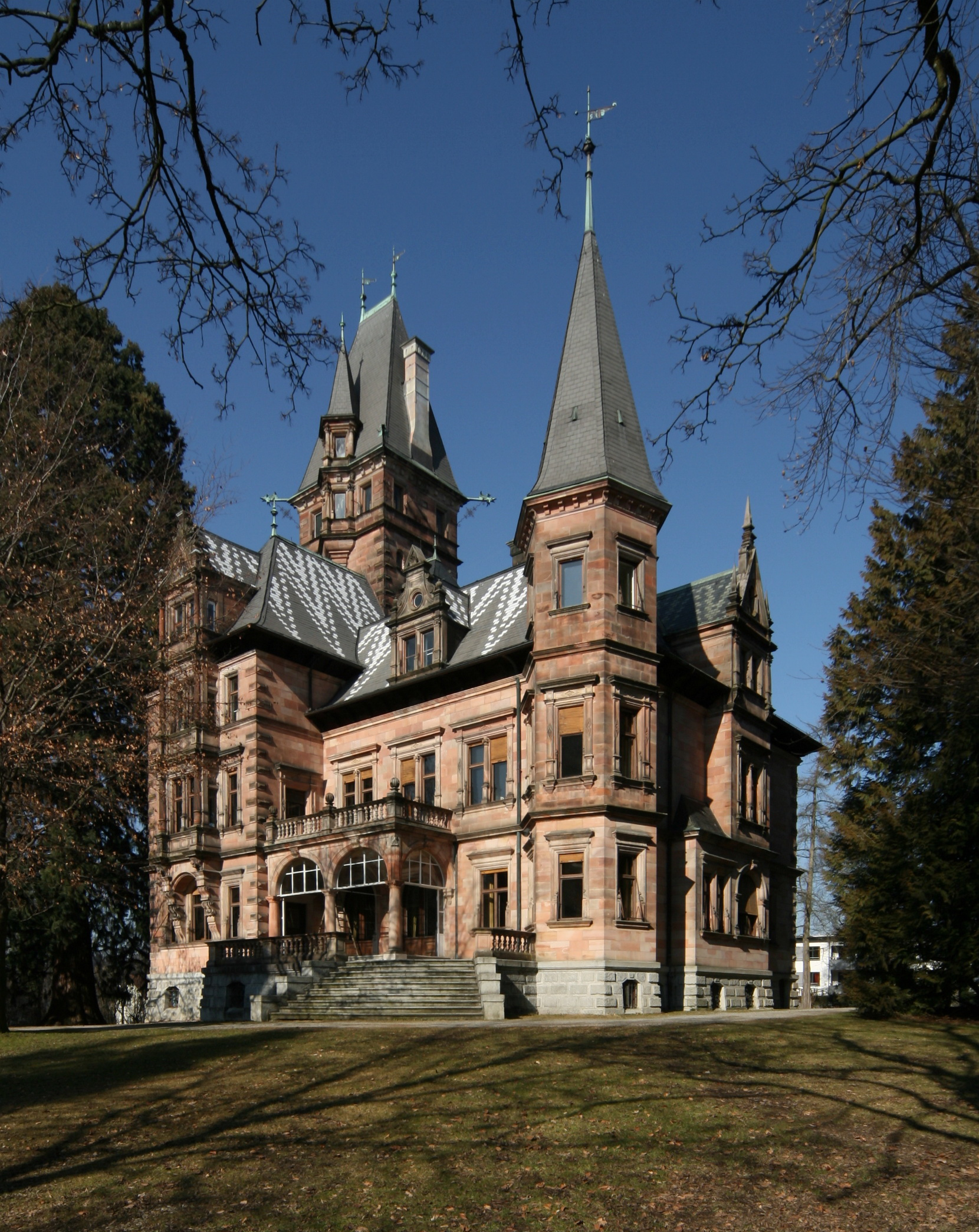
Schloss Holdereggen in Lindau (Bodensee)

1892 wurde die Tochtergesellschaft „Kathreiner’s Malzkaffe“ gegründet. Der Kathreiners Malzkaffee mit dem Bild von Pfarrer Kneipp auf der blauen Verpackung, gilt zusammen mit Fritz Henkels Waschpulver und Dr. Oetker als eines der ersten deutschen Markenprodukte. Brougier und die Inhaber der Kathreiner Werke waren auch 1903 Mitgründer des bayerischen Industriellenverbandes und des deutschen Markenverbandes. Brougier sowie die Kompagnons des Hauses Kathreiner wurden am 10. Januar 1906 zum „Hoflieferanten Seiner Heiligkeit des Papstes Pius X. und der Heiligen Apostolischen Päpste“ ernannt.
Mit Mitgliedern der befreundeten Familie Sedlmayr (Spaten-Bräu) gründete Brougier 1898 die „Werdenfelser Terraingesellschaft mbH“ in Garmisch-Partenkirchen, die den Ausbau Garmisch-Partenkirchens zum Kur- und Ferienzentrum anstrebte. Das Geschäftsprojekt scheiterte aber. Adolph Brougier gehörte zu den größten Steuerzahlern in München und besaß das erste Automobil der Stadt. Zu Mitgliedern des Hauses Wittelsbach, zur Politik wie auch zur Münchner Künstlerschaft pflegte er enge Kontakte.
Adolph Brougier war verheiratet mit Julie Brougier geb. Oelschläger, Tochter des württembergischen Pädagogen und Rektors Wilhelm von Oelschläger (1816–1901) aus Stuttgart. Aus dieser Verbindung entstanden drei Kinder.

Ab Ende des 19. Jahrhunderts lebte Brougier auf Schloss Holdereggen in Lindau (Bodensee), welches er im Ersten Weltkrieg freiwillig als Lazarett zur Verfügung stellte. Später zog sich Brougier auf seinen Besitz am Vierwaldstättersee zurück. Schloss Holdereggen ging in den Besitz der Familie seines Schwiegersohnes Kommerzienrat Ludwig Seisser über.

### Ende des Unternehmens
Teile der ehemaligen „FKN – Franz Kathreiner’s Nachfolger“ (die sog. „Kathreiner AG“) mussten 1997 Konkurs anmelden. Der Malzkaffee ging nach der Fusionierung mit der Firma Franck 1943 schon früher in den Besitz der Nestle AG über, die ihn heute noch zusammen mit der Marke „Caro Landkaffee“ produziert. Die ehemaligen Produktionsstätten der Kathreiner Werke am Münchner Ostbahnhof, die unter Brougier großzügig ausgebaut wurde, besitzt heute unter anderem der bekannte Elektronikhersteller „Rohde & Schwarz“.

## Auszeichnungen
- Neben anderen Auszeichnungen wurde Brougier zusammen mit seinen Kompagnons den Geheimräten Emil Wilhelm und Hermann Aust wegen seiner Verdienste um die Münchner Wirtschaft die goldene Ehrennadel des Münchner Kaufmanns-Casinos verliehen.
- Nach Adolph Brougier sind heute noch der Brougier Park in Vitznau in der Schweiz sowie die Brougier-Straße in Lindau benannt.